# Ясная Поляна (Владимирская область)
Ясная Поляна — деревня в Киржачском районе Владимирской области России, входит в состав Кипревского сельского поселения. 

## География
Деревня расположена на берегу реки Шорна в 18 км на северо-восток от центра поселения деревни Кипрево и в 24 км на северо-восток от райцентра города Киржач.

## История
Населённый пункт известен как посёлок Ясная Поляна с 1920-х годов, в 1926 году посёлок входил в состав Киржачской волости Александровского уезда. В 1926 году в посёлке числилось 14 дворов.
С 1929 года деревня входила в состав Афаносовского сельсовета Киржачского района, с 2005 года — в составе Кипревского сельского поселения.

## Население
| 1926 | 2002 | 2010 | 2021 |
| ---- | ---- | ---- | ---- |
| 75   | ↘1   | ↗3   | →3   |